# 佐古川
佐古川（さこがわ）は、徳島県徳島市にある吉野川水系の河川である。

## 地理
徳島県徳島市の市街地西部に水源があり、東へ流れ、徳島市中心街を流れる新町川中流部に合流する。
佐古と南佐古の境を流れており、水源は佐古と南佐古の西端にある。ただしさらに西の南蔵本町や蔵本町にはかつての佐古川上流部である水路が散見され、地下で佐古川とつながっている。
下流部は大谷（諏訪神社付近の眉山山麓）で切り出された青石の石垣で護岸が整備されているが、諏訪神社付近より上流ではコンクリートの護岸が増える。
合流点近くでは、佐古と西新町・西船場町の境を流れる。合流点には水門があり新町川と区切られている。

## 環境
水質は、佐古町内を流れているため、家庭からのゴミや生活排水などが多く見られる。また新町川につながっているため海水が流入している。

## 歴史
元は、鮎喰川の最も南寄りの流路であり、中世まではしばしば鮎喰川が流れ込んでいた。しかし蜂須賀家政が徳島城下町を建設するとき、徳島城築城時に鮎喰川右岸（南東岸）に築堤され、鮎喰川が流れてくることはなくなった。
江戸時代の佐古は布屋や染色業者など新興商人が軒を並べており、その中心は佐古川の堤防沿いの道である通称「往環」と呼ばれる伊予街道だった。商人たちは佐古川に物資を運ぶための船が通る川にするべく徳島藩に河川の整備をするように要請した。
明治時代から大正時代にかけて佐古が繁栄した頃に造られた青石の石積み護岸が現在でも所々に残っている。

## 橋
上流から。上流部にはこのほか無名の橋が多くある。
| 橋       | 左岸 | 右岸           | 道路 | 備考                         |
| -------- | ---- | -------------- | ---- | ---------------------------- |
| 愛日橋   | 佐古 | 南佐古         |      | 佐古小学校の正門前に架かる。 |
| 大黒橋   | 佐古 | 南佐古         |      |                              |
| 諏訪橋   | 佐古 | 南佐古         |      | 諏訪神社参道前に架かる。     |
| 清水橋   | 佐古 | 南佐古         |      |                              |
| 佐古橋   | 佐古 | 南佐古・西新町 |      |                              |
| 佐古新橋 | 佐古 | 西新町         |      |                              |
| 船場橋   | 佐古 | 西船場         |      |                              |

## 河岸の施設
- 徳島市佐古小学校